# Delfin

Animacja echolokacji delfina

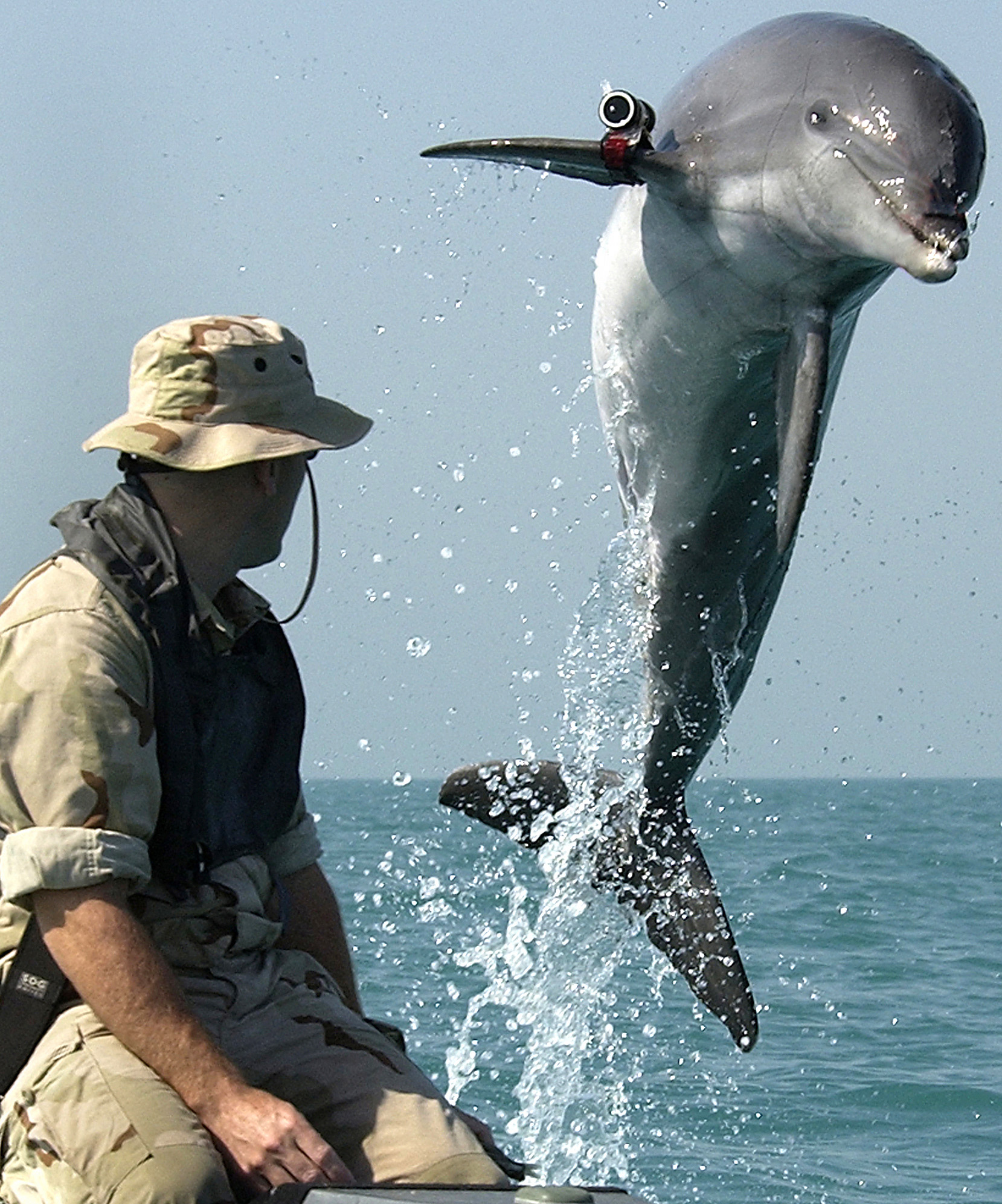
Delfin w służbie marynarki wojennej USA

Delfin – ogólne określenie wodnych ssaków z rzędu waleni, z rodzin Delphinidae (delfiny oceaniczne) i Platanistidae (delfiny słodkowodne), obejmujące średniej wielkości walenie charakteryzujące się wydłużonym pyskiem i obecnością melonu. W ściślejszym ujęciu odnosi się ono też do rodzaju należącego do rodziny delfinowatych. 
Delfiny zamieszkują morza obu półkul i wiele rzek strefy równikowej. Często przebywają w gromadach (stadach) od kilku do kilkuset osobników, o wyraźnie zaznaczonej hierarchii. Odbywają dalekie wędrówki. Mają zdolność do echolokacji, a przynajmniej jeden gatunek (Sotali guianensis) także do elektrorecepcji. Porozumiewają się za pomocą dźwięków, określanych jako język delfinów.
Delfin śpi, unosząc się w wodzie na głębokości około 50 cm, z jednym okiem otwartym. Oddycha wynurzając się co 30 sek. na powierzchnię, nie budząc się. Delfiny często polują ławicami. Czasami nawet polują z rekinami. Żywią się rybami, kalmarami i skorupiakami. Ich głównym naturalnym wrogiem jest orka. Ich duże rozmiary oznaczają, że mają lepszą ochronę przed zimnem mroźnych mórz.
Delfiny są zwierzętami społecznymi. Według współczynnika encefalizacji inteligencja delfina wynosi 4–5 i jest wyższa niż u szympansa (dla porównania inteligencja według tego kryterium dla człowieka wynosi 7, a szympansa 2,5). Tresuje się je do sztuczek w delfinariach. Zdarza się, że pomagają innym delfinom, rannym lub chorym, a czasami nawet człowiekowi. W Indiach delfiny otrzymały prawny status „non-human person”, czyli osób pozaludzkich, co m.in. powoduje prawne sankcjonowanie ich prawa do wolności. Trwają badania nad komunikacją delfinów, mające na celu ustalenie, czy mają język. Wiadomo już, że delfiny mają gwizdy - 'imiona' (signature whistles), za pomocą których się identyfikują.  
Tworzenie dużych społeczności pozwala delfinom uniknąć ataku drapieżnika, przede wszystkim rekina. Samice ze swoimi młodymi otoczone są szczególną ochroną, ponieważ zawsze znajdują się wewnątrz stada.
Żyją od 7 do 21 lat.